# Cazalrenoux
Cazalrenoux é uma comuna francesa na região administrativa de Occitânia, no departamento de Aude. Estende-se por uma área de 13,35 km². Em 2010 a comuna tinha 92 habitantes (densidade: 6,9 hab./km²).